# Euriphene simulata
Euriphene simulata är en fjärilsart som beskrevs av Van Someren 1939. Euriphene simulata ingår i släktet Euriphene och familjen praktfjärilar. Inga underarter finns listade i Catalogue of Life.